# Осоговия
Осоговия (болг. Осоговия, макед. Осоговија) — историко-географическая область области Македония, ныне разделённая между Болгарией и Северной Македонией.

## География
Охватывает сравнительно низкие восточные и юго-восточные склоны горного массива Осогово, долину горного течения реки Елешница (река), долину течения реки Каменица и других правых притоков среднего течения реки Брегалница. На юго-восток Осоговия простирается до седловины Црна-Скала, за которой начинается историко-географическая область Пиянец.
Ныне на территории Осоговии находятся современные административно-территориальные единицы двух соседних балканских государств — община Македонска-Каменица Северной Македонии на востоке и западе община Невестино Болгарии.